# Чорноруч
Чорноруч (біл. Чарнаруч) — річка у Мінському районі, Мінська область, Білорусь. Права притока річки Іслоч (басейн Німану).

## Опис
Довжина річки 9 км. Формується декількома безіменними струмками та загатами.

## Розташування
Бере початок біля села Жуки. Тече переважно на південний захід через села Тейки, Казаки та Ліхачи та за 1,5 км на північ від села Аксаковщина впадає у річку Іслоч, ліву притоку річки Березини.